# Тремтіння вампірів
«Тремтіння вампірів» (фр. Le frisson des vampires, англ. The Shiver of the Vampires, англ. The Thrill of the Vampires) — фільм 1971 року режисера Жана Роллена. Це його третій фільм про вампірів.

## Сюжет
Двоє молодят, Айл та Антуан, під час медового місяця їдуть до двох двоюрідних братів Айл. Коли вони приїжджають до містечка, то дізнаються, що її кузени померли напередодні. Айл та Антуан все одно вирушають до замку, де вони жили. Там їх зустрічають дві жінки Ренфілди, які показують їм кімнату.
Айл йде на цвинтар, щоб відвідати могили своїх двоюрідних братів, і жінка на ім'я Ізабель розповідає Айл, що вона збиралася вийти заміж за обох своїх двоюрідних братів, але в якомусь сенсі вона вже була їхньою нареченою. Айл вирішує спати на самоті цієї ночі, тому що вона засмучена. Коли вона готується до сну, з дідусевого годинника з'являється жінка. Вона представляється Ізольдою і забирає Айл назад на кладовище, де кусає її в шию. Антуан, відчуваючи самотність, йде до Айл, але її немає в кімнаті. Він обшукує замок і приходить до каплиці, де, схоже, відбувається людське жертвоприношення. Двоє учасників виявляються двоюрідними братами Айл і пояснюють, що вони повинні вбити жінку, інакше вона стане такою, як вони — вампірами. Антуан повертається і знаходить Айл в її кімнаті, але не впевнений, що все це було сном.
Наступного ранку за сніданком Ренфілди розповідають Айл та Антуану, що її кузени насправді не померли. Антуан йде до бібліотеки, щоб зустрітися з кузенами, але замість цього вибивається з сил від книг. Прийшовши до тями, Антуан повертається до їдальні, де нарешті зустрічається з кузинами. Тієї ночі Айл знову вирішила спати на самоті, чим розлютила Антуана. Ізольда повертається до Айл і знову кусає її в шию. Ізабель розповідає подрузі, що кузени Айл колись були винищувачами вампірів і були покусані вампірами. Пізніше Ізабель дізнається, що кузени все ще живі і знаходяться під контролем Ізольди, а Ізольда каже їй, що їй більше не раді в замку. Вона хапає Ізабель і проколює її груди своїми загостреними насадками для сосків. Розлючені на неї за це, кузини ґвалтують Ізольду.
Тієї ночі Ренфілди будять Антуана і ведуть його до каплиці, де має відбутися церемонія, в якій беруть участь Айл, Ізольда, Ренфілди та кузени. Антуан відчиняє двері і виявляє, що всі вони зникли. Не знаючи, чи це теж був сон, він біжить до кімнати Айл, щоб сказати їй, що вони повинні тікати. Вона каже йому, що ні, і що її кузени — єдина сім'я, яка у неї залишилася, тому Антуан вирішує спати на дивані в її кімнаті. Наступного ранку Айл кричить, що сонячне світло боляче б'є в очі, коли Антуан відкриває штори. Цієї ночі відбудеться ініціація Айл, коли вона отримає останній поцілунок і стане вампіркою. Антуан намагається цьому завадити, забираючи Айл. Кузени йдуть за ними на пляж. Ізольда намагається залізти у свою труну, але застає її у вогні. Ренфілди ставлять хрест на дверях гробниці, замикаючи Ізольду всередині, тому Ізольда кусає себе за зап'ястя і помирає. Антуан благає Айл піти з ним, але вона залишається зі своїми кузенами, чекаючи на схід сонця.

## Акторський склад
- Сандра Жульєн — Айл
- Жан-Марі Дюран — Антуан
- Жак Робіоль
- Мішель Делае
- Марі-П'єр Кастель
- Куелан Герце
- Ніколь Нансель — Ізабель
- Домінік — Ізольда

## Інші назви
Назва Le Frisson des Vampires була перекладена на багато назв англійською мовою, зокрема:
- Тремтіння вампірів
- Секс і вампіри
- Дивні речі відбуваються вночі
- Терор вампірів
- Трепет вампіра
- Вампірські гострі відчуття

## Домашні медіа
«Тремтіння вампірів» був випущений на VHS у повнокадровій версії у Великобританії компанією Redemption Films 27 вересня 1993 року.
Він був випущений на DVD компанією Encore в Європі як набір із двох дисків, включаючи нову анаморфну широкоформатну версію 16:9/1,77:1, цифрові оновлені французькою та англійською (дубльовані) звукові доріжки, слайд-шоу з рідкісних фотографій, аудіокоментар Ролліна, видалені сцени, оригінальний трейлер і 32-сторінковий буклет Він був знову випущений на DVD компанією Redemption 27 вересня 2004 року у Великобританії та 14 вересня 1999 року в США компанією Image Entertainment.
Фільм був випущений на Blu-ray у 2012 році компанією Kino Lorber як частина колекції з п'яти дисків разом із «Залізною трояндою», «Зачаруванням», «Новим вампіром» та «Кров'яними губами».
8 травня 2023 року фільм був випущений на Ultra HD Blu-ray компанією Powerhouse Films разом із «Двома вампірками-сиротами» як перші фільми їхньої серії реставрацій Ролліна.

## Відгуки
У сучасній рецензії Monthly Film Bulletin було зазначено: «Чудові візуальні якості переважують неадекватну розповідь і деяку дратівливу музику».